# Angraecum crassum
Angraecum crassum – gatunek roślin należący do rodziny storczykowatych (Orchidaceae). Rośliny są endemitami występującymi w Afryce na Madagaskarze. 
Rośnie na elewacjach do 400 m n.p.m. Jest to średniej wielkości, szybko rosnący epifit z wyprostowaną, grubą łodygą. Liście są grube, sztywne, nierówno 2-klapowe. Kwiaty mają 18 cm długości i tworzą kwiatostany składające się z 5-12 kwiatów. Kwiaty mają białą barwę, lecz z upływem czasu żółknieją.

## Systematyka
Gatunek sklasyfikowany do podplemienia Angraecinae w plemieniu Vandeae, podrodzina epidendronowe (Epidendroideae), rodzina storczykowate (Orchidaceae), rząd szparagowce (Asparagales) w obrębie roślin jednoliściennych